# Пойпет
Пойпе́т (кхмер. ឃុំប៉ោយប៉ែត) — місто на заході Камбоджі, у провінції Бантеймеантьєй, на кордоні з Таїландом. Є одним з найважливіших пунктів прикордонного сполучення між двома країнами. 

## Клімат
Місто знаходиться у зоні, котра характеризується кліматом тропічних саван. Найтепліший місяць — квітень із середньою температурою 30.4 °C (86.7 °F). Найхолодніший місяць — грудень, із середньою температурою 25.1 °С (77.2 °F).
| Клімат Пойпета          | Клімат Пойпета | Клімат Пойпета | Клімат Пойпета | Клімат Пойпета | Клімат Пойпета | Клімат Пойпета | Клімат Пойпета | Клімат Пойпета | Клімат Пойпета | Клімат Пойпета | Клімат Пойпета | Клімат Пойпета | Клімат Пойпета |
| Показник                | Січ.           | Лют.           | Бер.           | Квіт.          | Трав.          | Черв.          | Лип.           | Серп.          | Вер.           | Жовт.          | Лист.          | Груд.          | Рік            |
| Середня температура, °C | 25,4           | 27,9           | 29,6           | 30,4           | 29,7           | 28,8           | 28,2           | 28             | 28             | 27,6           | 26,4           | 25,1           | 27,9           |
| Норма опадів, мм        | 8              | 23.8           | 47.8           | 96.7           | 191.7          | 199.5          | 198.7          | 220.9          | 288.8          | 196.6          | 54.1           | 7.6            | 1534.2         |
| Днів з опадами          | 1,1            | 2,9            | 5              | 8,5            | 16,4           | 17,7           | 18,8           | 20,1           | 19,2           | 15,4           | 6,2            | 1,4            | 132,7          |
| Вологість повітря, %    | 64.9           | 65.8           | 66.7           | 70.6           | 78.6           | 80.5           | 82.5           | 82.5           | 84             | 80.6           | 75.1           | 70.4           | 75.2           |
| ----------------------- | -------------- | -------------- | -------------- | -------------- | -------------- | -------------- | -------------- | -------------- | -------------- | -------------- | -------------- | -------------- | -------------- |
| Джерело: Weatherbase    |                |                |                |                |                |                |                |                |                |                |                |                |                |

## Ігрова зона
Пойпет є крупним центром азартних ігор. На 200-метровій смузі між кордоном і контрольно-пропускним пунктом, що розташований на камбоджійській території, збудовано безліч казино й подібного роду закладів. Це дозволяє таїландським туристам (а в Таїланді ігорний бізнес заборонений) відвідувати ігорні заклади не проходячи камбоджійський прикордонний контроль.

## Демографія
Чисельність населення міста швидко зростає. 1998 року число його жителів становило 43 366 осіб, а до 2008 року воно збільшилось до 89 549 осіб. Нині Пойпет є четвертим за чисельністю населення містом Камбоджі. 